# Leo Goodman
Pour les articles homonymes, voir Goodman.
Leo A. Goodman est un statisticien américain né le 7 août 1928 à New York et mort le 22 décembre 2020 de complications liées au Covid-19. Il est notamment connu pour la solution qu'il a proposé au problème de l'inférence écologique.

## Prix et distinctions
- 1985 : prix Samuel Wilks[1]